# Julien Rodriguez
Julien Rodriguez (* 11. Juni 1978 in Béziers) ist ein ehemaliger französischer Fußballspieler, der zuletzt für Olympique Marseille spielte. Ende 2011 beendete er seine Karriere.

## Karriere

### Verein
Julien Rodriguez wurde vom südfranzösischen Klub FC Istres ausgebildet, feierte jedoch sein Profidebüt im Januar 1999 beim AS Monaco. 2000 wurde er zwar mit dem Klub aus dem Fürstentum französischer Meister, jedoch kam er nie über die Rolle des Ergänzungsspielers heraus. Erst als sein Konkurrent Rafael Márquez 2003 zum FC Barcelona wechselte, spielte Rodriguez wieder eine zentrale Rolle im Team von Didier Deschamps. Anschließend erreichte er mit dem AS Monaco überraschend das Finale der Champions League 2004, das der FC Porto mit 3:0 für sich entscheiden konnte. Die darauf folgende Saison verlief jedoch nicht so erfolgreich für Rodriguez. Deshalb wechselte er in die Schottische Premier League zu den Glasgow Rangers, wo er sich auf Anhieb einen Stammplatz erarbeitete. Während seiner zweiten Saison bei den Rangers zerstritt er sich allerdings mit dem damaligen Trainer Paul Le Guen. Sein Vertrag wurde aufgelöst und er kehrte zurück an die Côte d’Azur zum Traditionsklub Olympique Marseille.

### Nationalmannschaft
Wegen guter Leistungen bei Olympique Marseille wurde er am 4. Februar 2007 das einzige Mal in den Kader der französischen Nationalmannschaft berufen. Er wurde jedoch nicht eingesetzt und wartet noch immer auf sein Debüt.

## Erfolge
- 2000: Französischer Meister mit dem AS Monaco
- 2003: Sieger des Coupe de la Ligue mit dem AS Monaco
- 2004: Finalist der UEFA Champions League mit dem AS Monaco
- 2007: Finalist des Coupe de France mit Olympique Marseille